# Emblema do Azerbaijão

Emblema do Azerbaijão.

O emblema do Azerbaijão consiste na mistura de símbolos tradicionais e modernos. O ponto focal do emblema é o símbolo de fogo, que é um antigo símbolo da terra Azeri, e daí vem o nome da nação. 
As cores usadas que compõem o emblema são tomadas a partir da bandeira nacional. Estas cores são encontradas no fundo por detrás da estrela de oito pontas (۞ Rub El Hizb) em que a chama se mostra. A própria estrela própria encima os oito ramos dos povos Turcos, e entre cada ponta da estrela, há uma menor.
À semelhança de outras pós-repúblicas soviéticas, cujas armas não são anteriores à Revolução de Outubro, o actual brasão de armas conserva alguns componentes da União Soviética. Na parte inferior do emblema, existe um caule de trigo, o que representa o principal produto agrícola do país, que também fazia parte do anterior brasão. A outra planta representada no fundo é carvalho. 